# Qabıllı
Qabıllı è un comune dell'Azerbaigian situato nel distretto di Kəngərli.